# Hopatcong
Hopatcong és una població dels Estats Units a l'estat de Nova Jersey. Segons el cens del 2008 tenia 15.491 habitants.

## Demografia
Segons el cens del 2000, Hopatcong tenia 15.888 habitants, 5.656 habitatges, i 4.236 famílies. La densitat de població era de 559,7 habitants/km².
Dels 5.656 habitatges en un 38,7% hi vivien nens de menys de 18 anys, en un 62,3% hi vivien parelles casades, en un 8,3% dones solteres, i en un 25,1% no eren unitats familiars. En el 18,6% dels habitatges hi vivien persones soles el 4,2% de les quals corresponia a persones de 65 anys o més que vivien soles. El nombre mitjà de persones vivint en cada habitatge era de 2,81 i el nombre mitjà de persones que vivien en cada família era de 3,24.
Per edats la població es repartia de la següent manera: un 26,4% tenia menys de 18 anys, un 7,1% entre 18 i 24, un 34,8% entre 25 i 44, un 24,9% de 45 a 60 i un 6,8% 65 anys o més.
L'edat mediana era de 36 anys. Per cada 100 dones de 18 o més anys hi havia 100,1 homes.
La renda mediana per habitatge era de 65.799 $ i la renda mediana per família de 73.277 $. Els homes tenien una renda mediana de 47.083 $ mentre que les dones 34.238 $. La renda per capita de la població era de 26.698 $. Aproximadament el 2,2% de les famílies i el 3% de la població estaven per davall del llindar de pobresa.

## Poblacions més properes
El següent diagrama mostra les poblacions més properes.